# Chrysostomos (Kalaïtzis)
Chrysostomos (světským jménem: Chrysostomos Kalaïtzis; * 25. července 1946, Tepeköy) je řecký pravoslavný duchovní Konstantinopolského patriarchátu, arcibiskup a metropolita Myry.

## Život
Narodil se 25. července 1946 ve vesnici Tepeköy v provincii Çanakkale. Zde vystudoval gymnázium.
Absolvoval lyceum na ostrově Heybeliada a roku 1972 dokončil studium na Teologické škole Chalki. Stejného roku byl rukopoložen na diákona.
Roku 1974 dokončil teologickou fakultu Aristotelovy univerzity v Soluni. V letech 1974-1979 absolvoval další teologická vzdělání v Řezně, Mnichově a Paříži.
V červnu 1979 se stal arcidiákonem patriarchy v chrámu svatého Jiří v Istanbulu a roku 1991 se stal velkým arcidiákonem.
Roku 1989 získal doktorát teologie na Aristotelově univerzitě.
Dne 19. listopadu 1995 byl rukopoložen na jereje s povýšením na archimandritu. Stejného roku byl Svatým synodem zvolen metropolitou Myry.
Dne 25. listopadu 1995 proběhla jeho biskupská chirotonie.